# 16144 Korsten
16144 Korsten este un asteroid din centura principală de asteroizi.

## Descriere
16144 Korsten este un asteroid din centura principală de asteroizi. A fost descoperit pe 15 decembrie 1999 la Fountain Hills (Arizona) de Charles W. Juels. Asteroidul prezintă o orbită caracterizată de o semiaxă mare de 3,00 ua, o excentricitate de 0,11 și o înclinație de 10,1° în raport cu ecliptica.